# Jan Tschichold
Jan Tschichold, född Johannes Tzschichhold, 2 april 1902 i Leipzig, död 11 augusti 1974 i Locarno, var en kalligraf, typograf, författare och lärare, mest känd som skaparen av typsnittet Sabon.

## Biografi
Jan Tschichold växte upp i Leipzig som son till en skriftmålare och började tidigt med kalligrafi. 1919 började han studera vid Leipziger Akademie der Künste där han avancerade till Meisterschüler. Han fick vid samma tid sina första uppdrag av Leipzigmässan och 1923 blev han typografisk rådgivare vid ett tryckeri. 
Jan Tschicholds skapande tog en vändning när han besökte Bauhaus och deras arbete med den nya typografin - Neue Typografie. Han fick en central roll inom den nya typografin, hans roll blev att utifrån de avantgardistiska idéerna göra något som var allmänt användbart. I sin Typografische Mitteilungen skriver han om sina ansatser för den nya typografin. 
1926 flyttade han till München och Münchener Meisterschule für Typografie där Paul Renner verkade. De kommande åren tog han fram en rad stora filmplakat. I samband med nazisternas maktövertagande 1933 fick den nya typografin ett slut och Tschichold emigrerade till Schweiz. I samma veva förkastade han den nya typografin och blev mer konservativ i sitt skapande. Under tiden i Schweiz arbetade han för Birkhäuser Verlag. 1947 flyttade han till England där han bland annat arbetade med Pennrose Annual och Penguin Books innan han återkom till Schweiz. 
Hans verk visades på documenta III i Kassel 1964. 1967 lanserades hans sabon-typsnitt. Namnet kommer från Jacob Sabon, en lärling till Garamond och som var den som tog Garamond-typsnittet till Frankfurt.